# ラ・ロッシュ＝ブランシュ (ピュイ＝ド＝ドーム県)
ラ・ロッシュ＝ブランシュ （La Roche-Blanche）は、フランス、オーヴェルニュ＝ローヌ＝アルプ地域圏、ピュイ＝ド＝ドーム県のコミューン。

## 地理
クレルモン＝フェランの南に位置する。2015年に小郡の再編が行われ、以前はヴェイル＝モントン小郡であったが、現在はレ・マルトル・ド・ヴェイル小郡に属している。
町は、県のコミューンの多数と同じく、中程度の地震帯に属している · 。
町の東部をA75が通過する。

## 人口統計
| 1962年 | 1968年 | 1975年 | 1982年 | 1990年 | 1999年 | 2006年 | 2012年 |
| ------ | ------ | ------ | ------ | ------ | ------ | ------ | ------ |
| 1045   | 1403   | 1903   | 2262   | 2664   | 2917   | 3160   | 3192   |

source=1999年までLdh/EHESS/Cassini、2004年以降INSEE

## 姉妹都市
- エムプフィンゲン、ドイツ